# Herman Turitz
Herman Gustaf Turitz, HåGe, född 25 maj 1884 i Sköns socken, Medelpad, död 5 augusti 1957 i Vasa församling, Göteborg, var en svensk grosshandlare.
Från och med sekelskiftet 1900 var Turitz verksam inom det svenska näringslivet, i Sundsvall, Luleå och Borås. År 1909 startade han en detaljhandel i Göteborg, American Bazar. Året efter ombildades det till ett aktiebolag, och 1914 uppköptes aktierna av Turitz och några andra intressenter. Tre år senare ändrades namnet till AB Varuhuset Grand Bazar samtidigt som engrosfirman AB Turitz & Co bildades. Mot slutet av 1920-talet spelade AB Turitz & Co en väsentlig roll när enhetsprisaffärerna introducerades i Sverige. Då stod Turitz i förbindelse med tyska Rudolph Karstadt AG. 
NK i Stockholm expanderade samtidigt och etablerade ett samarbete med AB Turitz & Co för att undvika förödande konkurrens. På grund av sjukdom tvingades Turitz hålla sig utanför affärslivet medan NK flyttade fram sina positioner. Ledningen för AB Turitz & Co hamnade således i främmande händer. År 1941 övertog Turitz istället det anrika Ferd. Lundquist & Co i Göteborg, och under hans ledning moderniserades detta varuhus.
Turitz var 1929–38 föreståndare i Mosaiska församlingen i Göteborg och hjälpte judiska flyktingar undan nazisternas pogromer. Han var son till Kalman Turitz och Tobina Guttman samt sedan 1925 gift med Tora Pettersson.